# Station Ciecholub
Station Ciecholub is een spoorwegstation in de Poolse plaats Ciecholub.